# Vers liber
Versul liber este acel vers care nu se supune niciunei structuri regulate, nu are metru, rimă sau nu este încadrabil în strofe. El se opune versului tradițional, pentru că acesta respecta un număr fix de silabe în fiecare vers și un număr fix de versuri în fiecare strofă. Este parțial sinonim cu un alt termen literar, vers alb, cu precizarea că acesta din urmă are totuși un picior  metric.

## Istoric
Prima atestare a termenului poate fi descoperită la Blaise de Vigenère (1523-1596), secretarul regelui Henric al III-lea, traducător și alchimist, în volumul intitulat Psalmii lui David turnați în proză măsurată sau vers liber, publicat la editura Abel L'Angelier, la Paris, în 1588. 
Ulterior avea să fie folosit de foarte mulți poeți simboliști sau moderniști francezi, răspîndindu-se cu repeziciune în lumea întreagă și devenind un bun comun al poezie moderne. În literatura română versul liber a fost introdus de Alexandru Macedonski, iar poemele cele mai cunoscute scrise în vers liber îi aparțin lui Lucian Blaga. 